# 静岡英和女学院中学校・高等学校
静岡英和女学院中学校・高等学校（しずおかえいわじょがくいんちゅうがっこう・こうとうがっこう）は、静岡市葵区にある私立女子中学校・高等学校(中高一貫校)。学校法人静岡英和学院が設置し、キリスト教学校教育同盟に加盟している。

## 沿革
- 1887年11月26日　私立「静岡女学校」として開校。静岡県初の女学校。創立者は静岡県令関口隆吉と静岡メソジスト教会牧師平岩愃保ら。初代校長はミスM・Ｊカニングハム。
- 1888年　静岡市西草深町81番地に校舎完成。
- 1896年　明治29年校舎完成。
- 1902年　明治35年校舎完成。寄宿舎を整備。
- 1903年　「静岡英和女学校」に改称。付属幼稚園開園。
- 1909年　付属小学校開校。（1925年閉校）
- 1924年　現行制服制定。
- 1926年　昭和元年校舎完成。
- 1940年　「静陵高等女学校」に改称。
- 1944年　明治29年校舎、静岡市西草深町25番地に移築。
- 1945年　静岡大空襲により明治35年校舎のみを残し焼失。
- 1947年　静岡英和女学院中学校開校。
- 1948年　静岡英和女学院高等学校発足。
- 1945年　昭和24年校舎完成。
- 1949年　講堂完成。
- 1950年　旧英和女学院宣教師館完成。
- 1952年　昭和26・27年校舎完成。
- 1960年　昭和35年校舎完成。
- 1961年　校歌制定。
- 1963年　昭和38年校舎完成。
- 1966年　静岡英和女学院短期大学開校。
- 1969年　明治35年校舎解体。楓寮完成。
- 1974年　昭和49年校舎完成。
- 1982年　体育館完成。
- 1999年　新校舎完成。
- 2002年　静岡英和学院大学開校。
- 2016年　医師歯科医薬剤師のコース制。海外貢献目指すグローバル制。 英語以外の言語を学ぶ英和学や女性学等の講座開講。学院の名称を「静岡英和学院」と改称。
- 2017年　総合型中学入試。2018年度入学の中学英語入試。算数と英語のどちらかを選択。
- 2018年　選択制で英語入試。(中学)
- 2022年　高校の指導要領の改訂に伴い、中学生から高校1年生における定期テストを廃止し、単元における小テストを実施する旨を明らかにした[1]。

## 歴代校長
- 初代校長　ミス・マーサ・ジャネット・カニングハム(Martha Janet Cunigham)宣教師[2]
- 第2代　ミス・フランシス・ケイト・モーガン(Frances Kate Morgan)宣教師[3]
- 第3代　ミス・メリー・エイダ・ロバートソン(Mary Ada Robbertson)宣教師　(山梨英和女学校校長・東京女子大学理事長)[4]
- 第4代　ミス・マーサ・ジャネット・カニングハム(Martha Janet Cunigham)宣教師
- 第5代　ミス・エリザベス・ヘルバート・アルコーン(Elizabeth Herbert Alcorn)宣教師[5]
- 第6代　ミス・マーサ・ジャネット・カニングハム(Martha Janet Cunigham)宣教師
- 第7代　ミス・マイラ・アビー・ビーゼー(Myra Abbie Veazey)宣教師 (東洋英和女学院校長) [6]
- 第8代　ミス・アリス・エリザ・チンバレーク(Alice Eliza Timberlake)宣教師[7]
- 第9代　ミス・マイラ・アビー・ビーゼー(Myra Abbie Veazey)宣教師 (東洋英和女学院校長) [6]
- 第10代　ミス・オリビア・キャサリン・リンゼー(Olivia Catherine Lindsay)宣教師[8]
- 第11代　ミス・イザベラ・ガンブラック(Isabel Govenlock)宣教師[9]
- 第14代　室田有
- 第15代　松本卓夫
- 第16代　小川わか
- 第17代　榎本愛子
- 第18代　宗知信
- 第19代　松縄善三郎
- 第20代　冨田多嘉子
- 第21代　近藤康雄
- 第22代　吉田幸一
- 第23代　大橋邦一

## 歴代校主
- 初代校主　佐倉信武（静岡高等英華学校の設立者・創立者 関口隆吉の甥）
- 第2代　蜂谷定憲（静岡県尋常師範学校長）
- 第3代　関口隆正（創立者 関口隆吉の聟養子）
- 第4代　重野謙造（静岡県尋常師範学校教師）
- 第5代　藤波甚助（静岡英語専門学校創立者）

1902年(明治35年) 校主制廃止

## 歴代理事長
- 初代理事長　清水由松(麻布学園創設メンバーで2代目校長)

- 第2代　廣瀬修造(静岡市会議長・静岡教会幹事長)
- 第3代　長野弥(東洋英和女学院院長)
- 第4代　深町正勝(静岡教会第16代目牧師)
- 第5代　宗知信(静岡英和女学院第18代校長)
- 第6代　辻昭(東海大学短期大学部教授)
- 第7代　花森憲一
- 第8代　石井博文

## 著名な卒業生
- 浅野裕子：エッセイスト
- 岸なみ：編集者、児童文学作家

## ヴォーリズ建築

### 静岡英和女学院昭和元年校舎
静岡英和女学院昭和元年校舎は、静岡県静岡市葵区西草深町にあるヴォーリズ建築。その名の通り1926年（大正15年）にウイリアム・メレル・ヴォーリズの設計により当時としては珍しい実験室等を備えた校舎。白いモルタルの壁に赤い屋根やアーチの正面玄関が特徴。1945年（昭和20年）6月19日の静岡大空襲で焼失。その後1999年（平成11年）に一粒社ヴォーリズ建築事務所により礼拝堂が竣工され2001年（平成13年）にしずおか市民景観大賞優秀賞受賞。

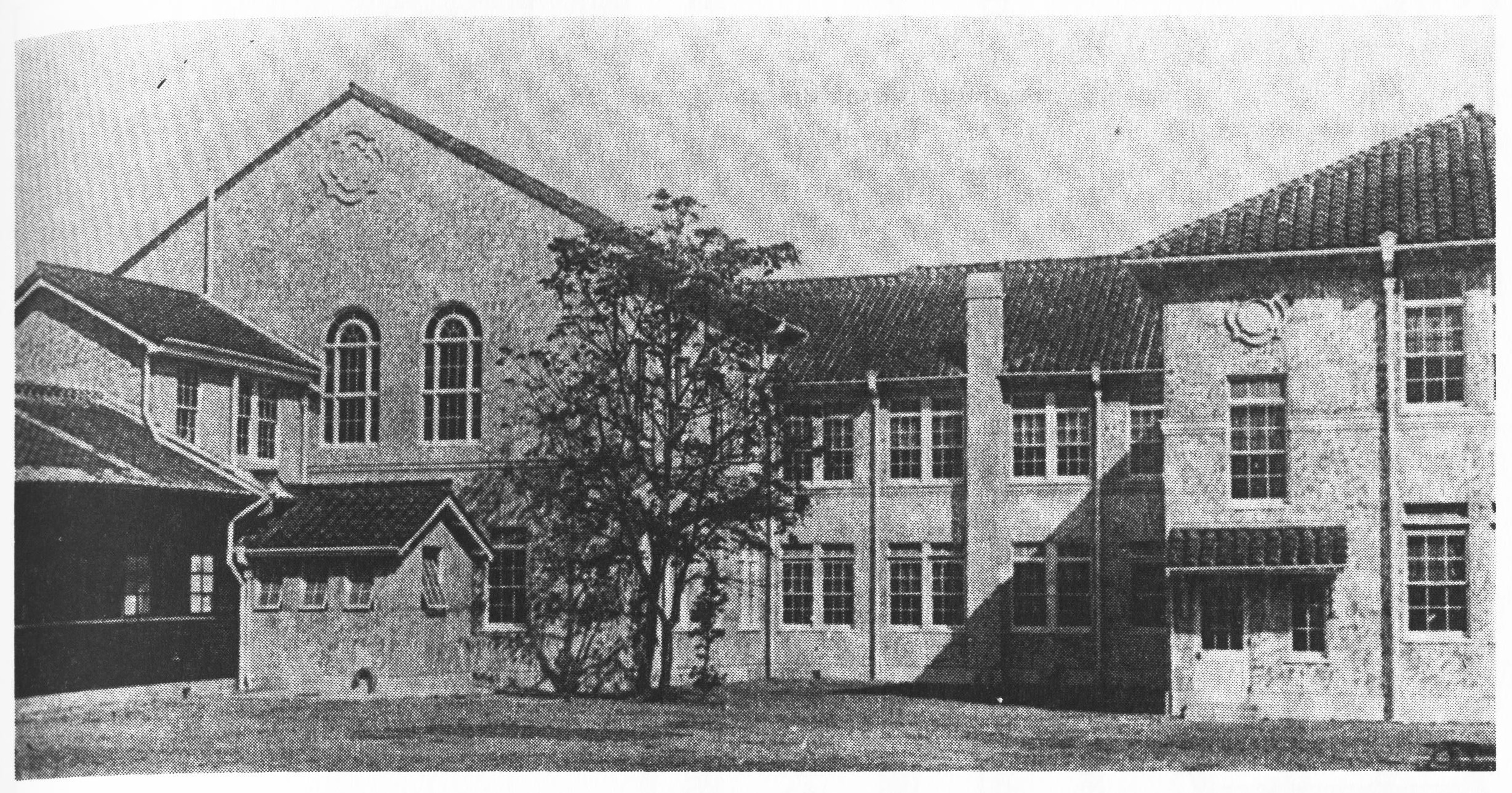
昭和元年校舎　外観
昭和元年校舎１Ｆ設計図.
昭和元年校舎２Ｆ

### 旧英和女学院宣教師館
旧英和女学院宣教師館は、1950年に建てられたヴォーリズ建築。現在は宣教師館ではなく、フランス料理レストランとして使われている。2016年2月25に登録有形文化財となった。

## アクセス
- しずてつジャストライン大浜麻機線「麻機行き」「麻機北行き」・県立病院高松線「県立総合病院行き」乗車、「英和女学院前」停留所から、徒歩1分

## 参考図書
- 静岡英和女学院百年史
- 飯田, 宏『静岡県英学史』講談社、1967年。
- ジャン・W・クランメル『来日メソジスト宣教師事典』教文館、1996年2月25日
- 東海教区編纂小委員会『東海教区史』日本基督教団東海教区、2003年5月20日